# Waguinho (futebolista)
Wagner Luiz da Silva, mais conhecido como Waguinho (Mococa, 13 de setembro de 1981), é um ex-futebolista brasileiro que atuava como atacante. 

## Títulos
Joinville
- Copa Santa Catarina: 2006

Portuguesa
- Campeonato Paulista de 2007 - Série A2

Pohang Steelers
- Copa da Coreia: 2008
- Liga dos Campeões da AFC: 2009

Luziania
- Campeonato Candango: 2014

Taubaté
- Campeonato Paulista - Serie A3: 2015